# Otto Höss
Otto Höss (1902. június 4. – 1971. március 27.) egykori osztrák válogatott labdarúgó.

## Mérkőzései az osztrák válogatottban
| #  | Dátum                | Ellenfél     | Eredmény | Kiírás              | Esemény    |
| -- | -------------------- | ------------ | -------- | ------------------- | ---------- |
| 1. | 1923. szeptember 23. | Magyarország | 0 – 2    | barátságos mérkőzés | becserélve |
| 2. | 1924. május 4.       | Magyarország | 2 – 2    | barátságos mérkőzés | lecserélve |
| 3. | 1924. június 22.     | Egyiptom     | 3 – 1    | barátságos mérkőzés | Gól        |
| 4. | 1924. szeptember 14. | Magyarország | 2 – 1    | barátságos mérkőzés |            |
| 5. | 1926. május 2.       | Magyarország | 3 – 0    | barátságos mérkőzés |            |
| 6. | 1926. szeptember 19. | Magyarország | 2 – 3    | barátságos mérkőzés | Gól        |

## Fordítás
- Ez a szócikk részben vagy egészben  az   Otto Höss című olasz Wikipédia-szócikk fordításán alapul.  Az eredeti cikk szerkesztőit annak laptörténete sorolja fel. Ez a jelzés csupán a megfogalmazás eredetét és a szerzői jogokat jelzi, nem szolgál a cikkben szereplő információk forrásmegjelöléseként.